# Ludwik Kinicki
Ludwik S. Kinicki (ur. 20 sierpnia 1896 w Czortkowie, zm. 19 grudnia 1944 w Gusen (KL)) – polski działacz religijny, bankowiec, redaktor naczelny dwutygodnika „Nowy Dzień” w Polsce. Jako sprawujący nadzór nad działalnością Świadków Jehowy w Generalnej Guberni był więźniem obozu hitlerowskiego 
Gusen.

## Życiorys

„Nowy Dzień” (15 listopada 1936) ujawniający zbrodnie dokonywane przez III Rzeszę

Ludwik Kinicki pochodził z Czortkowa skąd jego rodzina (ojciec i matka Aniela) na początku XX wieku (1913) wyemigrowała do Stanów Zjednoczonych. Tam zetknął się z Badaczami Pisma Świętego, jak wówczas nazywali się Świadkowie Jehowy (zmiana nazwy w 1931 roku) i na początku lat 20. XX wieku powrócił w rodzinne strony, aby tam prowadzić działalność kaznodziejską. Organizował też zebrania, kongresy i urządzał chrzty. Początkowo wraz z rodziną mieszkał w Czortkowie, a w 1932 roku przeniósł się do miejscowości Dolina. Tam też oraz w miejscowości Rożniatów zorganizował niewielkie kongresy. Początkowo (1931) był zameldowany w kolonii Ząbki. W roku 1934 przeniósł się do Warszawy.
Z uwagi na szybki wzrost liczebny Świadków Jehowy na terenie Galicji i Wołynia, w latach 30. XX wieku został tam wysłany przez Biuro Oddziału Świadków Jehowy w Polsce. Był tam nadzorcą podróżującym. W 1934 roku rozpoczął wolontariat w Biurze Oddziału Świadków Jehowy przy ul. Nowy Zjazd 1 w Warszawie. Poza tym odwiedzał zbory w różnych częściach Polski, gdzie wygłaszał przemówienia biblijne; m.in. w dniach od 3 lipca do 8 sierpnia 1934 był z wizytą w zborze w Ząbkowicach. Z języka angielskiego na polski tłumaczył publikacje Świadków Jehowy.
Od 1935 roku wraz Janem Gątkiewiczem oraz Wojciechem Jordani pracował nad wydawaniem polskiej edycji czasopisma „Złoty Wiek” (obecnie „Przebudźcie się!”). Gdy jesienią 1936 roku wyszedł zakaz jego wydawania w Polsce, 1 października 1936 roku zaczęto w Warszawie wydawać czasopismo pod tytułem „Nowy Dzień”. Miało ono taki sam charakter jak „Złoty Wiek”. Ukazywało się dwa razy w miesiącu do samego wybuchu II wojny światowej. Redaktorem nowego czasopisma został Ludwik Kinicki, a siedziba redakcji mieściła się przy ul. Długiej 46/52 w Warszawie (czasopismo drukowane było w prywatnej warszawskiej drukarni Wolnickiego).
W okresie II wojny światowej ścigany przez władze nazistowskie, ukrywał się pod pseudonimem „Adam” m.in. w Pustelniku u rodziny Mielczarków. Właśnie Anna Mielczarek (z d. Kuźmin) została przez niego ochrzczona w 1924 roku koło Borysławia. W domu w Pustelniku powielał publikacje Świadków Jehowy. W ich przewozie do zborów pomagała jego żona Władysława (z domu Kostkiewicz).
Matryce woskowe „Strażnicy” przygotowywano w Warszawie, a odpowiedzialni za poszczególne strefy dbali o ich powielenie w innych częściach kraju. 4 grudnia 1942 roku policja niemiecka aresztowała Stefana Milewskiego i Jana Gontkiewicza, którzy powielali publikacje Świadków Jehowy. Zadania ich przejął Ludwik Kinicki, który poza tym nadzorował działalność Świadków Jehowy na całym obszarze Generalnego Gubernatorstwa.
1 września 1944 roku wraz z żoną, synem i córką oraz z innymi Świadkami Jehowy został aresztowany w Warszawie. Po krótkim pobycie wraz z rodziną w obozie przejściowym w Pruszkowie, 5 września 1944 roku został osadzony w obozie koncentracyjnym Gusen (nr obozowy 95190), gdzie zmarł o godz. 4.30 dnia 19 grudnia 1944 roku; jego syn Bogumił (ur. 21 stycznia 1924; nr obozowy 95189) przeżył pobyt w obozie i żył do 2015 roku; jego młodszy syn (nr obozowy 95191). Żona i córka Leokadia zostały osadzone w KL Ravensbrück. Leokadia, która także pomagała mu w działalności, wspominała: „W okresie okupacji niemieckiej ojciec był ścigany przez gestapo. Chciano się zemścić na moim ojcu za częste artykuły w ilustrowanym periodyku Nowy Dzień, które potępiały nazizm i prześladowania Świadków Jehowy w Niemczech (...). W zasadzie mało przebywałam z ojcem, ale to, co on mi wszczepił, pomogło mi przeżyć trudne chwile w obozie i w dalszym życiu (...), było to 'miłowanie Boga ponad wszystko’ jako 'bodziec do walki z trudnościami'”.